# Flugplatz Hilversum

i8
i11
i13
Der  Flugplatz Hilversum (niederländisch: Vliegveld Hilversum; ICAO-Code: EHHV) ist ein öffentlicher Flughafen, 4 km südwestlich von Hilversum in der Provinz Noord-Holland in den Niederlanden.

## Flughafendaten
Der Flugplatz verfügt über drei Graspisten, eine mit 700 m, eine mit 660 m Länge und eine mit 600 m Länge; die Pisten haben jeweils eine Breite von 50 m. Er befindet sich auf 1 m Seehöhe. Der Flugplatz  ist für Flugzeuge mit einem Höchstabfluggewicht (MTOW) von 6000 kg zugelassen.

## Geschichte
Der Bau eines Flughafens in der Nähe von Hilversum begann im Februar 1938. Die Gemeinde kümmerte sich um das Nivellieren, Versiegeln von Gräben und Aussaat von Gras. Dies war im Rahmen eines Beschäftigungsprojekts. Die Stiftung Vliegveld Het Gooi baute einen Hangar und ein Clubhaus.
Die feierliche Eröffnung des Geländes erfolgte am 30. September 1939. Dieses Fest wurde jedoch aufgrund der allgemeinen Mobilisierung abgesagt. Am 28. August forderte das Verteidigungsministerium den Flughafen. 3 Tage später kamen 12 Flugzeuge der Ersten Explorationsgruppe des Zweiten Luftfahrtregiments aus Soesterberg an.  Drei Fokker C.V dieser Gruppe führten am ersten Kriegstag einen Bombenflug über den Strand von Scheveningen durch. Dies war der einzige Flugauftrag von Hilversum. Niederländische Soldaten machten die Baustelle unbrauchbar. Die Deutschen restaurierten und erweiterten es. Sie versorgten den Flughafen auch mit einer umfangreichen und getarnten Infrastruktur.
Während des Krieges wurde der Flugplatz sporadisch bombardiert. Die Luftwaffe nutzte den Flugplatz ab Ende Sommer 1940. Hauptsächlich Flugzeuge mit Support-Aufgaben waren hier anzutreffen. Die Montage der bei Fokker produzierten Trainingsflugzeuge fand auch am Flugplatz statt. Ende 1944 zerstörten die Deutschen das Gelände weitgehend.
Nach dem Krieg wurde das Flughafengelände in seinen Vorkriegszustand zurückversetzt. Am 10. Juli 1948 wurde der Flughafen offiziell eröffnet. Nach dem Krieg war die Nationale Luchtvaartschool (NLS) Betreiber des Flughafens. Schließlich wurde der Flugplatz von der Gemeinde Hilversum gekauft und an die Stichting Vliegveld Hilversum verpachtet.

## Flughafenbetrieb
Aktuelle kommerzielle Aktivitäten werden unter anderem von den Flugschulen Dwarf Motorzweefvliegschool und Vliegschool Hilversum, einem Flugzeugwartungsunternehmen, einem Luftwerbeunternehmen und dem Hubschrauberunternehmen Ryfas durchgeführt. Weitere Nutzer sind der Gooise Zweefvliegclub und Fallschirmspringerklub Skydive Hilversum (ehemals Parachutistencentrum Midden Nederland).
Flugbewegungen von 1974 bis 1978 und 1998 bis 2019: